# Leroy Jackson
Mario Leroy Jackson (Colón, 4 maggio 1968) è un ex cestista panamense con cittadinanza portoricana.

## Carriera
Con Panama ha disputato quattro edizioni dei Campionati americani (1989, 1992, 1993, 2001).